# B1A4
B1A4 (hangul: 비원에이포; rr: Biwonyeipo) é um grupo masculino sul-coreano formado pela WM Entertainment. O grupo estreou no dia 23 de abril de 2011 com seu single "O.K". O grupo é formado por 5 membros: Jinyoung, CNU, Sandeul, Baro e Gongchan. Em 2018, Jinyoung e Baro terminaram seus contratos com a WM Entertainment, porém a empresa não descartou um retorno com 5 membros. Antes disso, eles foram apresentados ao público através de um webtoon. O webtoon tinha uma protagonista feminina, especulando-se, inicialmente, que seria um grupo misto.
O nome "B1A4" é a junção dos tipos sanguíneos dos membros, ou seja, um membro com tipo sanguíneo B: Baro, e quatro membros com tipo sanguíneo A: CNU, Jinyoung, Sandeul e o Gongchan. B1A4 significa também "be the one, all for one" (B the 1, A 4 one).

## História

### Pré-estréia
Antes de sua estréia, o grupo passou por um período de treinamento de dois anos.
O líder Jinyoung foi descoberto em uma rede social chamada Cyworld, através de uma fotografia sua. Ele já tinha trabalhos anteriores, como a atuação no filme "King and the Clown", como o personagem Gong-gil. Por isso, já fazia treinos como cantor, compositor e ator.
O rapper do grupo Baro, foi descoberto pela primeira vez por um representante da empresa através de sua foto postada na página inicial de um amigo na rede social Cyworld. Na sua audição, Baro cantou as musicas "Once I leave" de Sumi Jo e "The Road to Me" de Sung Si-kyung, além de cantar rap e fazer beatboxing.
Gongchan também foi descoberto no Cyworld quando estava no ensino médio, como resultado de sua conquista de um "Ulzzang Challenge" no vice-campeonato de cross-dressing (algo como se vestir de mulher), onde ele dançou uma música do solista Ivy.
Sandeul, o vocalista principal, competiu em vários concursos de canto, e foi abordado por um agente da empresa após performar uma canção de Kim Yeon-woo em um show de talentos. 
CNU participou de concursos de canto na escola e chegou a ser de uma banda. Ao que parece, a empresa o escolheu pelo seu belo sorriso e pela sua incrível presença de palco.

### 2011:Let's FlyeIt B1A4
Em 11 de abril, os membros do B1A4 foram apresentados ao público através de um webtoon. Inicialmente, acreditava-se que o B1A4 seria um grupo sexo misto, devido à presença de uma personagem feminina chamada Anna em seu webtoon, mais tarde, a  história foi desmentida. 
Nesse mesmo dia, a WM Entertainment revelou uma foto do primeiro membro do grupo, o líder Jinyoung. Baro, Gongchan, Sandeul, e CNU foram revelados em um diário base entre os dias 12 e 15 de abril. Um teaser da música do single de debut "OK" foi revelado no dia 19 de abril. O vídeo da música completo, bem como o seu mini-álbum de debut Let's Fly, foi lançado no 21 de abril.
O grupo fez sua performance de estréia no dia 23 de abril, no Show! Music Core. Estrearam também no Mnet M! Countdown, KBS Music Bank, e no SBS Inkigayo, nos dias 28, 29 de abril e 1 de Maio, respectivamente. B1A4 começou a promover "Only Learned Bad Things" no dia 18 de junho de 2011. O grupo, ao lado do Block B,  estrelou o SBS MTV's Match Up, que começou a ir ao ar em 22 de junho. O vídeo da música para o segundo single promocional "Only Learned Bad Things" foi ao ar no primeiro episódio.
Em 31 de agosto, foi anunciado que B1A4 iria lançar um segundo mini-álbum no mês seguinte. Teasers-foto de Jinyoung, Baro, CNU, Sandeul, e Gongchan foram revelados diariamente de 05 a 09 setembro, respectivamente, o vídeo teaser da música "Beautiful Target" foi lançado no dia 10 de setembro.
It B1A4 e o videoclipe de "Beautiful Target" foram liberados no dia 15 de setembro. O grupo começou a promover o álbum nos shows semanais KBS Music Bank, MBC Show! Music Core, SBS Inkigayo e Mnet M! Countdown. B1A4 começou a promover "My Love" em 18 de novembro de 2011.
Em outubro de 2011, foi anunciado que B1A4 iria estrear no Japão sob a gravadora Pony Canyon em janeiro de 2012. Antes de sua estréia, o grupo realizou seu Showcase no Japão ao vivo, no dia 09 de dezembro de 2011. Os ingressos para o evento esgotaram dentro de um minuto, um feito inédito para grupos recém-estreados. B1A4 performou nove músicas no evento, que contou com a participação de 1.000 pessoas. No final de 2011, B1A4 ganhou o Prêmio de Rookie do Ano na Tower Records' K-Pop Lovers! Awards 2011.

Capa do primeiro álbum japonês do B1A4,1

### 2012: Debut no Japão,Ignition,In the Wind e BABA B1A4
Antes de embarcar para a indústria musical japonesa, B1A4 lançou um álbum em 25 de janeiro de 2012, que consiste em todas as faixas previamente incluídos em Let's Fly e It B1A4 no Japão.
Em 5 de março, B1A4 lançou o single digital "This Time Is Over" à frente do lançamento de seu primeiro álbum de estúdio, bem como uma foto teaser do Baro. Fotos teasers de Gongchan, Jinyoung, CNU e Sandeul foram liberadas nos dias seguintes.
B1A4 lançou Ignition e o single promocional "Baby I'm Sorry" no dia 14 de março, e começaram a promover a música no Mnet M! Countdown, seguido de apresentações nos shows semanais KBS Music Bank, MBC Show! Music Core, SBS Inkigayo.
A edição especial/repackage edition do álbum intitulado Ignition, bem como o single promocional "Baby Good Night", foram lançados em 23 de maio.
B1A4 lançou seu primeiro single japonês, "Beautiful Target" em 27 de junho de 2012. A canção estreou na quarta posição no chart semanal da Oricon, vendendo 32.665 em sua primeira semana. Em 25 de julho, B1A4 estreou a sexta temporada do reality show Hello Baby, onde o grupo aprende a cuidar de crianças.
Em 29 de agosto, B1A4 lançou seu segundo single japonês "Oyasumi Good Night", que também estreou na quarta posição no chart semanal da Oricon, vendendo 35.779 em sua primeira semana.
Eles lançaram seu primeiro álbum de estúdio japonês, intitulado 1no dia 24 de Outubro de 2012. Ele estreou no quinta posição no chart semanal de álbuns da Oricon, vendendo 20.547 em sua primeira semana.
No dia 5 de novembro, um vídeo teaser foi lançado que não mostrava nenhuma música ou qualquer um dos membros, mas sim um vento soprando ao longo de um campo. Teasers individuais para Jinyoung e Baro foram liberados em 07 de novembro, seguido por Gongchan, CNU, e Sandeul em 9 de novembro.
In the Wind foi lançado em 12 de novembro de 2012, e o single promocional "Tried To Walk" teve sua estréia no Mnet M! Countdown no dia 15 de novembro, bem como promoções também nos shows semanais KBS Music Bank, MBC Show! Music Core, SBS Inkigayo.
Havia sido anunciado em 12 de outubro pela WM Entertainment que B1A4 iria realizar seu primeiro show solo, o "BABA B1A4". Este concerto foi co-produzido pela WM Entertainment, CJ E&M e pela M-Live, e a venda de ingressos começou uma semana depois, em 18 de outubro de 2012.
O anúncio recebeu muitos interesses trazendo 25.000 visualizações para a página oficial do B1A4. Antes das vendas de ingressos começarem, 75 mil pessoas estavam no servidor de espera para comprar os bilhetes, resultando em 8.000 ingressos para serem vendidos 5 minutos antes da venda dos ingressos abrirem. Nos dias 8 e 9 de dezembro de 2012, B1A4 realizou seu primeiro concerto solo, o BABA B1A4, no Olympic Fencing Gymnasium.

### 2013:What's Happening?e Amazing Store
Em 7 de janeiro de 2013, a Associação da Indústria Fonográfica do Japão divulgou a lista dos vencedores do Japan Gold Disc Awards, onde o grupo ganhou dois prêmios. 
No mesmo mês, o BABA B1A4 in Japan foi realizado em duas cidades de 27 de janeiro até 30 de janeiro, resultando em 4 shows.
Em 20 de abril, o site oficial do grupo foi atualizado com um foto-teaser misterioso com as palavras "이게 무슨 일 이야 2013/04/23?" (What's Happening?, ou em português: O que está acontecendo? - 23/04/2013).
Os fãs especularam várias coisas a respeito disso, como um próximo retorno, algo sobre a segunda inauguração do fã-clube, e seu segundo aniversário (que é o mesmo dia indicado na foto). No dia 23 de abril, fotos teaser para o membro Jinyoung foram liberados, confirmando que o teaser foi de fato para um retorno e que o grupo estaria de volta em 6 de maio com a seu ainda a-ser intitulado mini-álbum.
A canção "What's Happening?" ganhou o primeiro lugar no MBC Show! Music Core no dia 18 de maio, garantindo a primeira vitória  do grupo em um show semanal desde a sua estréia.
Em 19 de junho de 2013, a WM Entertainment anunciou o segundo concerto solo do B1A4, o Amazing Store. O concerto teve como tema apresentar um novo conceito de contar histórias, bem como B1A4 se apresentando diretamente com uma banda ao vivo. 
O anúncio foi feito na sua página 'b1a4.interest.me', trazendo mais de 30.000 visitantes para a página. Depois dos ingressos serem colocados à venda em 26 de junho, o concerto teve seus 10.000 lugares esgotados em menos de 5 minutos. O concerto aconteceu de 07 a 11 de agosto no "AX Uniqlo", tendo 2.000 fãs a cada dia.

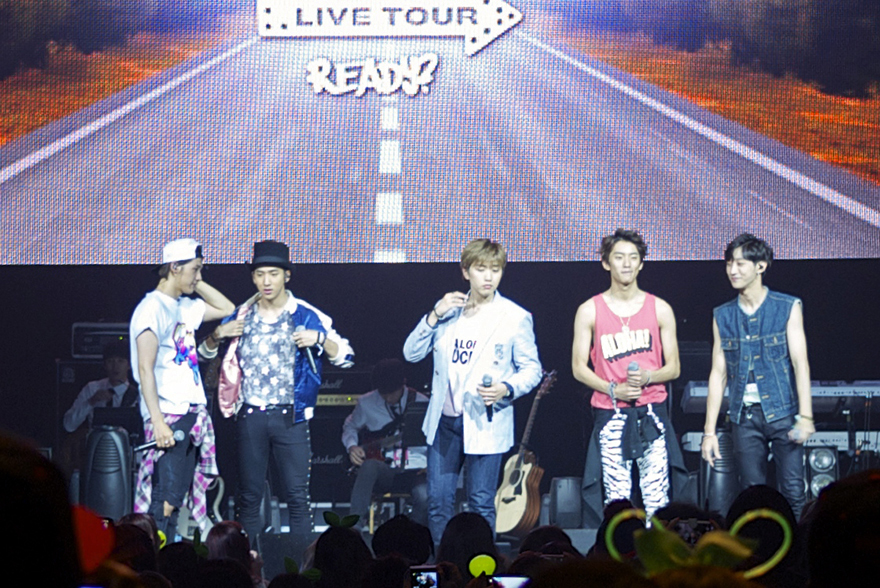
B1A4 durante sua turnê mundial "Road Trip - Ready?"

### 2014:Who Am I, The Class, Solo Day e 2014 Road Trip Tour: Ready?
Em 05 de dezembro de 2013, a WM Entertainment anunciou que B1A4 faria seu terceiro concerto exclusivo chamado "2014 B1A4 Concert: The Class", que foi realizada nos dias 15 e 16 de fevereiro.
B1A4 fez seu retorno no início de janeiro com o álbum completo "Who Am I" e a canção título "Lonely", lançando então o seu segundo álbum de estúdio. O álbum e o vídeo da música foram lançados no dia 13 de Janeiro de 2014, com a primeira volta aos palcos em 17 de janeiro no KBS Music Bank. O álbum atingiu o 7º lugar no chart "World Albums" da Billboard e ficou na lista das 20 melhores músicas de kpop de 2014 eleito pela Billboard, ficando na 17º posição.
B1A4 lançou seu quinto mini-álbum com a faixa-título "Solo Day". O vídeo da música foi lançado em 14 de julho e sua primeira performance de "Solo Day" no dia 17 de julho no Mnet M! Countdown.
Foi anunciado oficialmente que B1A4 estaria se apresentando no 'The 12th Korea Times Music Festival' e na K-con 2014 em Los Angeles, Califórnia. 
A WM Entertainment também anunciou a primeira turnê mundial do B1A4, a "Road Trip World Tour". O primeiro concerto da turnê foi em Taiwan no dia 23 de agosto de 2014, seguido de Xangai no dia 30 de agosto de 2014. Em seguida, os meninos fizeram o terceiro show da turnê em Manila, no dia 06 de setembro de 2014,seguidos de Melbourne e Sydney, em 18 e 20 de setembro de 2014,respectivamente. O meninos também fizeram shows em Nova York, em Chicago, em Dallas, e em San Francisco, nos dias 03, 05, 08 e 11 de outubro, respectivamente.

### 2015: Atividades Solo,Sweet Girle B1A4 Adventure World Tour
Em 2015, Jinyoung apareceu no drama da Mnet Persevere, Goo Hae Ra. Ele também foi escalado para o Warm and Cozy, da MBC, ao lado de Yoo Yeon-Seok e Kang So-Ra. CNU foi escalado para um musical chamado "Chess" com Jo Kwon do 2AM, Ken do VIXX e Key do SHINee, enquanto Sandeul apareceu no show de talentos King of Mask Singer, bem como no Immortal Song 2 da KBS2. Baro foi escalado como Hong Song-tae no drama Angry Mom. Baro e Sandeul apareceram no web-drama  Loss:Time:Life, enquanto Gongchan apresentava a quarta temporada de A Song for You, da KBS, juntamente com Amber do F(x) e Kangin do Super Junior.
B1A4 lançou seu sexto EP, Sweet Girl, em 10 de agosto de 2015. A canção "Sweet Girl" ficou na lista das 20 melhores músicas de kpop de 2015 eleito pela Billboard
B1A4 Adventure World Tour começou em Seul no dia 12 e 13 de setembro de 2015, seguindo para Dallas, no dia 8 de novembro, para o México no dia 11 de novembro, em Porto Rico no dia 13 de novembro, em Hong Kong no dia 29 de novembro, em  Helsinki no dia 9 de dezembro, em Berlim no dia 11 de dezembro, em Madri no dia 13 de dezembro, em Bogotá no dia 12 de fevereiro de 2016, em Santiago no dia 14 de fevereiro e em Lima no dia 17 de fevereiro de 2016.
Em 10 de dezembro, B1A4 lançou o single "It's Christmas"

### 2016: Continuação de atividades solo eGood Timing
Em 2016, os membros do B1A4 apareceram em vários trabalhos como atores e aparições em reality shows, além de produzir e aparecer em OSTs. Jinyoung foi escalado para o drama da KBS "Love in the Moonlight" ao lado de Park Bo-gum e Kim Yoo-jung. Jinyoung também produziu uma faixa para a trilha sonora do drama intitulada "Misty Road", que foi interpretada por Ben. Jinyoung também produziu faixas para o concurso Produce 101. CNU apareceu na trilha sonora do drama da TvN "Cinderella with Four Knights" com a música "The Way To Find Love". Baro foi escalado para o "Master:God of Noodles" da KBS. Sandeul apareceu novamente no Immortal Song 2. Sandeul também fez sua estréia solo com o lançamento de seu mini-álbum intitulado "Stay As You Are" no dia 4 de outubro. Gongchan apareceu no "Celebrity Bromance" da MBC com o Hongbin do Vixx. Jinyoung e CNU competiram no King of Mask Singer. Além disso, CNU e Sandeul foram ambos escalados como D'artagnan para o musical "Three Musketeers".
Em 4 de junho, eles se apresentaram como um grupo ao lado de outros artistas no Dream Concert de 2016. B1A4 também se apresentou no Busan One Asia Festival em outubro de 2016. Eles estavam na primeira formação do evento ao lado de CNBLUE, Apink, Girl's Day e B.A.P.
Em 28 de novembro de 2016, B1A4 lançou seu 3º álbum de estúdio coreano "Good Timing" e um MV do single "A Lie". O álbum atingiu o 9º lugar no chart "World Albums" da Billboard, e a canção "A lie" ficou na lista das 20 melhores músicas de kpop de 2016 eleito pela Billboard, ficando na 12º posição
Eles também realizaram o seu primeiro showcase desde a estréia, apresentando músicas de seu novo álbum, bem como sucessos anteriores. Sua 1º fase de retorno foi no Show Champion em 30 de novembro. Após o seu comeback, B1A4 competiu com o grupo completo no programa Immortal Songs 2.

### 2017 – 2018:B1A4 Live Space,Rollin',Paradise Tour,Álbum 5, e saída de Jinyoung e Baro da WM Entertainment.
No dia 7 de Fevereiro de 2017, B1A4 foi convidado para se apresentar durante a Cerimônia de Contagem Regressiva para os Jogos Olímpicos de Inverno de PyeongChang 2018, no evento eles cantaram a canção "We Are the Champions" da banda Queen, junto com um coral, além de alguns dos seus sucessos como "Baby Good Night", "A lie", "What's Happening" e "Good Timing".
Em 2017, B1A4 se apresentou em Seul para o show "B1A4 Live Space 2017" no dia 4, 5, 11 e 12 de fevereiro. Pouco tempo depois, eles realizaram sua 2º turnê nos EUA intitulada "B1A4 Four Nights in The U.S. 2017", com shows em New York no dia 15 de fevereiro, Chicago no dia 17 de fevereiro, San Francisco no dia 19 de fevereiro e em Los Angeles no dia 20 de fevereiro. Em maio de 2017, CNU foi escalado para interpretar o papel principal na versão coreana da adaptação musical de "Hamlet". O grupo fez uma turnê pelo Japão com "B1A4 Live Space 2017", com shows em Osaka no dia 22 de maio, Okazaki no dia 8 de junho, Fukuoka no dia 9 de junho e Tóquio no dia 15 de junho.
No dia 16 de Setembro de 2017, B1A4 foram os convidados do episódio 93 do programa Knowing Bros da JTBC, a fim de promover o seu novo álbum que viria ser lançado.
Em 25 de setembro de 2017, B1A4 lançou seu 7º EP Rollin'. O álbum atingiu o 7º lugar no chart "World Albums" da Billboard e ficou na lista dos 20 melhores álbuns de kpop de 2017 eleito pela  Billboard, ficando na 13º posição.
No dia 21 de Outubro de 2017, B1A4 foi um dos convidados do programa JYP's Party People, ao lado do grupo feminino MAMAMOO.
No dia 1º de Abril de 2018, B1A4 participou do programa Two Yoo Project Sugar Man da JTBC. O grupo exibiu seus vocais em uma versão recriada da canção "Eternity " de Choi JinYoung.
Em Abril de 2018, B1A4 fez uma série de turnês em cidades japonesas com "B1A4 Paradise Tour 2018", promovendo os EPs japonês "Do you remember" e "Aerumade"
Em 27 de junho de 2018, B1A4 lançou seu 5º álbum de estúdio japonês, intitulado "5".
No dia 1º de julho (horário coreano), Jinyoung e Baro deixaram a empresa. Seus contratos encerraram no dia 30 de junho e após muita discussão sobre renovação, os membros chegaram à conclusão de sair da empresa. Em 16 de novembro, WM Entertainment divulgou uma declaração oficial sobre o futuro do B1A4, a empresa anunciou que os membros Jinyoung e Baro não promoveriam com o grupo, e B1A4 continuaria com os 3 membros, CNU, Sandeul e Gongchan. WM Entertainment afirmou que eles não estavam descartando um retorno com os 5 membros no futuro

### 2019- presente:Be The One All For OneFanmeeting,A Day Of Love, Ida e saída de CNU do exército e Comeback com Full-Album "Origine".
No dia 4 de Janeiro de 2019, uma fonte da indústria informou que CNU seria o 1º membro do B1A4 a se alistar nas forças armadas no dia 22 de janeiro, o que foi confirmado pela WM Entertainment no mesmo dia.
Em 5 de Janeiro de 2019, B1A4 realiza o seu 1º Fanmeeting como grupo com 3 membros, intitulado "Be the one. All for one"
Na tarde de 22 de janeiro, CNU entrou em um centro de treinamento no condado de Hwacheon, na província de Gangwon, mas a localização e o horário exato não foram revelados ao público. Com o apoio de familiares, amigos, funcionários da empresa e os membros Sandeul e Gongchan, CNU iniciou suas atividades militares obrigatórias. CNU está programado para ser dispensado do exército em 28 de agosto de 2020.
Em 26 de janeiro, B1A4 lançou o Single “A Day Of Love”. A canção foi apresentada pela 1º vez no Fanmeeting "Be the one All for one" no dia 5 de janeiro. A canção é uma representação do amor imutável dos membros para seus fãs. A música foi composta pelo membro CNU.
Em 7 de abril, WM Entertainment revela: “Atualmente, Sandeul viajou para Berlim, na Alemanha, para filmar o MV de sua nova música.” Eles acrescentaram: “Ele está trabalhando em um novo álbum solo e visando um comeback em junho.”
No dia 3 de Junho, Sandeul faz seu comeback solo com o 2º mini álbum solo intitulado "One Fine Day". Em seu novo álbum, há um dueto com Gongchan e uma canção escrita por CNU.
Em 5 de junho, uma fonte da LINK8 Entertainment revelou: “[Jinyoung] recebeu notificação da Administração de Recursos Humanos Militares. Ele entrará em um centro de treinamento no dia 20 de junho”. Depois de receber treinamento militar básico, Jinyoung cumprirá seu serviço militar obrigatório como funcionário do serviço público. Jinyoung sofreu uma lesão no ombro direito enquanto filmava o filme The Dude in Me. Como resultado, ele recebeu o Grau 4 no exame físico da Administração da Força Militar e foi considerado inapto para o serviço ativo. No dia 20 de Junho, Jinyoung entrou no Centro de Treinamento do Exército Nonsan na Província de South Chungcheong. Jinyoung está programado para ser dispensado do exército no dia 9 de Abril de 2021.
Na coletiva de imprensa do drama “Level Up”, em 10 de julho, Sung Hoon mencionou brevemente que Baro se alistará no dia 30 de Julho. Logo depois, a agência HODU&U Entertainment confirmou, por meio de um comunicado oficial, que “Cha Sunwoo irá se alistar como soldado ativo no dia 30 de julho". Em 30 de Julho, Baro entrou silenciosamente no centro de treinamento de recrutas para começar o treinamento básico para o serviço militar. Baro está programado para ser dispensado do exército no dia 20 de Fevereiro de 2021.
Em entrevista com Star News, Sandeul revelou que o próximo comeback do B1A4 será quando CNU retornar do exército. Sandeul revelou ainda que CNU tem entre 8-9 canções novas escritas para o grupo. Sobre os próximos planos Sandeul declarou: “...O próximo objetivo que tenho em mente é um dueto com Gongchan. Estamos preparando muitas coisas. Eu escrevi duas músicas enquanto estava em um acampamento de música em Berlim. Eu já incluí um deles no meu álbum solo, mas reservei o outro para poder cantar com Gongchan”.
No dia 05 de Agosto de 2020, Sandeul lança mais um mini-álbum solo intitulado 'My Little Thoughts', onde inclui faixas que já haviam sido apresentadas posteriormente como pré-lançamentos "Lazy Me" e "Smile Box", bem como 3 novas canções incluindo a faixa principal do álbum 'Summer day Summer night'. Diferente dos outros álbuns solo, esse foi composto por canções inteiramente escritas e compostas por Sandeul, consolidando ainda mais sua imagem como cantor/compositor na industria da música.
No dia 04 de Setembro, B1A4 (CNU, Sandeul e Gongchan) subiu nos palcos da "HELLO! WM ONTACT 2020" (concerto da família WM), pela primeira vez após CNU ser dispensado do exército, e anunciaram que em breve estariam lançando um álbum do B1A4 após 3 anos de espera.
No dia 17 do mesmo mês, WM Entertainment revelou "B1A4 completou recentemente as gravações do MV e estão preparando um novo álbum para final de Outubro".
Em 19 de Outubro, B1A4 lançou seu quarto álbum completo, intitulado "Origine", marcando seu primeiro retorno como um trio. A faixa-título "Like a Movie" foi composta por CNU, ele explicou: “Nossa canção título‘ Like a Movie ’é uma canção que escrevi durante meu serviço militar. Eu queria compartilhar isso rapidamente com nossos fãs. Eu escrevi pensando em como seria dar uma música de presente para nossos fãs que esperaram por nós. Espero que possamos criar memórias como um filme juntos”. O álbum "Origine" manteve a popularidade do grupo como Idols self-producers, com composições de todos os três membros. Além disso, os membros tiveram seus nomes nos créditos como produtores do álbum, sendo não somente responsáveis pela produção das canções, como de toda parte criativa e organização do álbum.
No dia 05 de Dezembro, B1A4 fez seu primeiro Concerto Online "Documentary Live – directed by B1A4", e também, primeiro concerto completamente dirigido pelos três membros CNU, Sandeul e Gongchan.

## Imagem Pública
O grupo foi apelidado diversas vezes de "countryside-dols", ou idols do campo. A mídia coreana frequentemente usa esse apelido devido ao fato de que todos os membros do B1A4 são do interior: Jinyoung é de Chungju, Chuncheong-do. CNU, de Cheongju, também em Chungcheong-do. Sandeul é de Busan. Baro, de Gwangju, Jeollanam-do. E Gongchan é de Suncheon, também em Jeollanam-do.
Eles também foram apelidados como "blood-dols", ou idols do sangue, em referência às origens do nome do grupo, que é a junção dos tipos sanguíneos de todos os membros. Foram apelidados também como "paper-dols", ou idols de papel, por causa do tipo de papel A4.
Com a tentativa de se diferenciarem dos outros grupos, B1A4 também havia promovido um apelido "saessakdol", ou sprout-dol (por causa de sua famosa "sprout dance", uma dança que consiste na imitação do crescimento de uma plantinha). A "sprout dance", ou "saessakchum", foi exibida em vários shows, incluindo o Quiz to Change the World.
No quesito escândalos, B1A4 levantou a ira de internautas muçulmanos da Malásia por reencenarem algumas cenas românticas de dramas coreanos com algumas fãs muçulmanas em um fanmeeting em janeiro de 2015 na Malásia. A revolta se deu por conta do fato das mulheres muçulmanas não poderem tocar em homens, fazendo com que o grupo fosse acusado de abuso sexual pela população da Malásia, alegando que eles a haviam molestado em público. O grupo, sabendo das leis muçulmanas, perguntou às fãs se podiam realizar as cenas (visto que em sua religião é proibido o contato de homens com mulheres) e as fãs consentiram dizendo sim, o que fez com que a população não só ficasse contra o grupo, mas também contra as meninas, porque segundo eles, as mesmas desrespeitaram suas leis.
Em 2014, B1A4 também esteve envolvido em um escândalo, o qual se tratava de sajaegi (manipulação das vendas de álbuns). O fã-clube do TVXQ, ou as Cassiopeias, como são chamadas, acusaram o B1A4 de sajaegi com as vendas do álbum "Who Am I". Elas alegavam que era impossível um grupo disparar nas vendas de álbuns de uma hora para a outra (visto que em seu comeback anterior o grupo tinha vendido 22 mil cópias por semana, e nesse vendeu 67 mil cópias por semana), ultrapassando grupos consagrados como SHINee e INFINITE. Mas o que ninguém percebeu é que o B1A4 havia lançado 6 versões de Who Am I, uma versão para cada membro e outra para o grupo (cada uma com um conteúdo diferente), o que fez com que o fã-clube do B1A4, os BANAs, fizessem um mutirão e se unissem para comprarem todas as versões do álbum, o que fez as vendas aumentarem pois cada versão vale como um álbum. Ou seja, foi tudo uma tática de seu fã-clube para que o grupo obtivesse uma grande pontuação na venda de álbuns, e por fim, as fãs do grupo TVXQ acabaram pedindo desculpas às fãs do B1A4 por denegrirem a imagem pública do grupo.

## Filantropia
Ao longo da carreira de B1A4, B1A4 participou de muitas campanhas de boa vontade e doações.
Em 31 de maio de 2012, um fã B1A4 fez um post intitulado "B1A4 prova seu amor por fãs que compartilharam uma história de como os membros do B1A4 visitaram a sua casa e ajudaram a cuidar de sua mãe doente." Os membros tomaram parte neste ato durante os dias de promoção de "Beautiful Target". Enquanto B1A4 estava na casa da fã, prepararam uma refeição para a família e até mesmo se ofereceram para limparem tudo após a refeição e para lavarem os pratos. Os membros então passaram um tempo bom com a família, tiraram fotos e fizeram outras atividades.
Em 31 de agosto de 2012, B1A4, doou 140 kg de guirlandas de arroz para o Seoul SOS Youth Camp, localizado em Yang-Cheon. As guirlandas de arroz foram doados por fãs para apoiar musical o de Sandeul "Brother Were Brave" e o programa "Hello Baby" do B1A4. B1A4 decidiu doar as guirlandas para Seoul SOS Youth Camp, que foram usadas para alimentar 1.300 crianças mal-alimentadas. Este ato de caridade trouxe gratidão ao B1A4 e aos seus fãs pelo chefe do acampamento de jovens.
Em 1º de setembro de 2012, B1A4 realizou um mini-concerto no Mercado Wonju para ajudar a sensibilizar para os mercados tradicionais. Este evento foi criado por uma celebridade de marketing para ajudar os mercados tradicionais ficarem fortes sob os supermercados e lojas de conveniência locais.
Para o seu primeiro show solo, BABA B1A4 , os fãs de todo o mundo enviaram presentes e doações para B1A4, medindo até cerca de 2 toneladas de arroz, 2.356 briquetes de carvão, 300 ovos, 300 kg de alimentos para animais, e 10 árvores de manga. O grupo então, decidiu doar tudo o que lhes foram dadas. As duas toneladas de arroz foram doados para uma instituição de caridade de escolha do B1A4. Os briquetes de carvão 2.356 foram doados para fornecer energia durante o inverno para aqueles que enfrentam a pobreza energética. Os 300 ovos foram doados para o Banco Alimentar e os 300 kg de alimentos para animais foram doados a um centro de resgate de animais. Por último, as mangueiras foram doados para Tonj no Sul do Sudão através da World Vision para ajudar a aliviar a fome infantil e abandono da área.
Para o segundo show solo, Amazing Store, B1A4 pediu aos fãs material escolar, em vez de grinaldas de flores. Como eles estavam trabalhando com uma fundação de caridade para apoiar a educação das crianças que estão em necessidade, B1A4 pediu aos fãs para doarem material escolar para ajudar os alunos que estão crescendo em situações difíceis que possam comprometer a sua educação e ambiente de aprendizagem.
B1A4 também continuou com os seus esforços em dezembro de 2014. Eles participaram de um evento de caridade que levanta fundos para fornecer os necessitados com briquetes de carvão para aquecimento. Outras estrelas, incluindo Yoo Jae-suk, A Pink, GOT7, Sunmi, Kim Tae Woo, Hello Venus, Jo Se Ho, K.Will, e Kim So-eun participaram do evento.

## Integrantes
| B1A4           | B1A4           | B1A4               | B1A4               | B1A4                           | B1A4                           | B1A4                                                             | B1A4           |
| Nome artístico | Nome artístico | Nome de Nascimento | Nome de Nascimento | Data de Nascimento             | Local de Nascimento            | Posição no Grupo                                                 | Tipo Sanguíneo |
| Romanizado     | Hangul         | Romanizado         | Hangul             | Data de Nascimento             | Local de Nascimento            | Posição no Grupo                                                 | Tipo Sanguíneo |
| -------------- | -------------- | ------------------ | ------------------ | ------------------------------ | ------------------------------ | ---------------------------------------------------------------- | -------------- |
| CNU            | 신우           | Shin Dongwoo       | 신동우             | 16 de junho de 1991 (33 anos)  | Cheongju, Chungcheong do Norte | Dançarino Principal, Vocalista Líder, Rapper Líder e Compositor. | Sangue tipo A  |
| Sandeul        | 산들           | Lee Junghwan       | 이정환             | 20 de março de 1992 (33 anos)  | Busan                          | Vocalista Principal.                                             | Sangue tipo A  |
| Gongchan       | 공찬           | Gong Chansik       | 공찬식             | 14 de agosto de 1993 (31 anos) | Suncheon (Coreia do Sul)       | Vocalista Guia, Visual e Maknae.                                 | Sangue tipo A  |

## Ex-Integrantes
| B1A4           | B1A4           | B1A4               | B1A4               | B1A4                             | B1A4                           | B1A4                                                                  | B1A4           |
| Nome artístico | Nome artístico | Nome de Nascimento | Nome de Nascimento | Data de Nascimento               | Local de Nascimento            | Posição no Grupo                                                      | Tipo Sanguíneo |
| Romanizado     | Hangul         | Romanizado         | Hangul             | Data de Nascimento               | Local de Nascimento            | Posição no Grupo                                                      | Tipo Sanguíneo |
| -------------- | -------------- | ------------------ | ------------------ | -------------------------------- | ------------------------------ | --------------------------------------------------------------------- | -------------- |
| Jinyoung       | 진영           | Jung Jinyoung      | 정진영             | 18 de novembro de 1991 (33 anos) | Cheongju, Chungcheong do Norte | Líder, Dançarino Líder, Vocalista Líder, Compositor, produtor e Face. | Sangue tipo A  |
| Baro           | 바로           | Cha Sunwoo         | 차선우             | 5 de setembro de 1992 (32 anos)  | Gwangju                        | Rapper Principal, Dançarino Guia e Vocalista de Apoio.                | Sangue tipo B  |

## Discografia

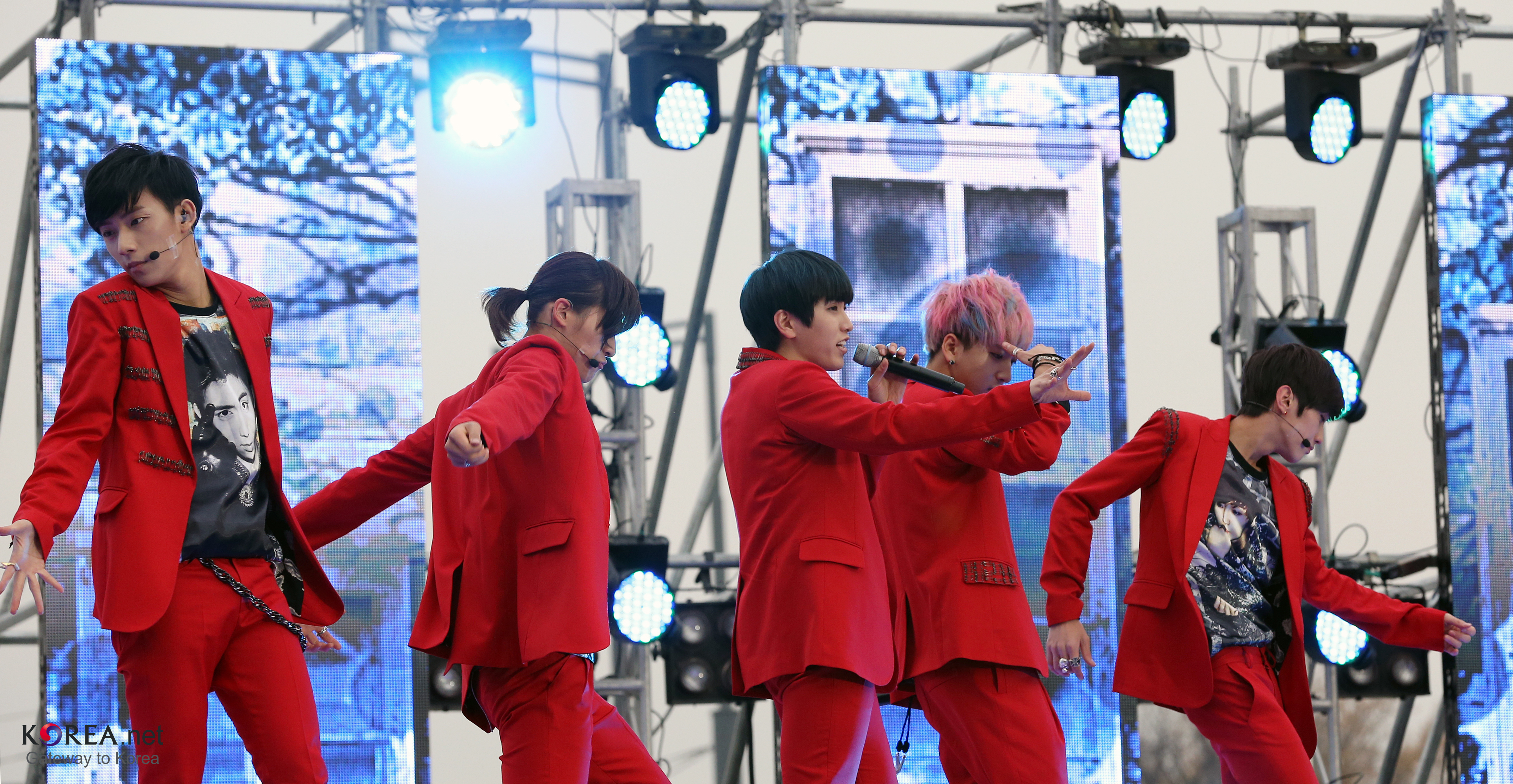
B1A4 nas promoções de "Tried To Walk",em 2012.

### Discografia em coreano
Álbuns de estúdio
| Ano  | Àlbum       | Notas    |
| ---- | ----------- | -------- |
| 2012 | Ignition    | 1º álbum |
| 2014 | Who Am I    | 2º álbum |
| 2016 | Good Timing | 3º álbum |
| 2020 | Origine     | 4º álbum |

EPs
| Ano  | EP              | Notas         |
| ---- | --------------- | ------------- |
| 2011 | Let's Fly       | 1º mini-álbum |
| 2011 | It B1A4         | 2º mini-álbum |
| 2012 | In the Wind     | 3º mini-álbum |
| 2013 | What's Going On | 4º mini-álbum |
| 2014 | Solo Day        | 5º mini-álbum |
| 2015 | Sweet Girl      | 6º mini-álbum |
| 2017 | Rollin'         | 7º mini-álbum |

### Discografia em japonês
Álbuns de estúdio
| Ano                 | Álbum   | Notas                                                                           |
| ------------------- | ------- | ------------------------------------------------------------------------------- |
| 2012 2014 2015 2017 | 1 2 3 4 | 1º álbum em japonês 2º álbum em japonês 3° álbum em japonês 4° álbum em japonês |
| 2018                | 5       | 5° álbum em japonês                                                             |

EPs
| Ano  | Álbum                                | Notas         |
| ---- | ------------------------------------ | ------------- |
| 2012 | おやすみ good night                  | 1º mini-album |
| 2013 | イゲ ムスン イリヤ ~なんで?どうして? | 2º mini-album |
| 2014 | SOLO DAY                             | 3º mini-album |
| 2015 | White Miracle                        | 4º mini-album |
| 2017 | Follow me                            | 5º mini-album |
| 2017 | You and I                            | 6º mini-album |
| 2018 | Do You Remember                      | 7º mini-album |
| 2018 | 会えるまで (Aerumade)                | 8º mini-album |

### Videoclipes
| Ano  | Videoclipe                                         | Duração |
| 2011 | "O.K"                                              | 4:13    |
| 2011 | "Only Learned the Bad Things"                      | 3:43    |
| 2011 | "Beautiful Target"                                 | 3:43    |
| 2011 | "Beautiful Target" (ZOOM ZOOM Version)             | 3:23    |
| 2012 | "Baby I'm Sorry"                                   | 3:38    |
| 2012 | "Baby Good Night"                                  | 3:47    |
| 2012 | "Beautiful Target" (Japanese Version)              | 3:41    |
| 2012 | "Baby Good Night" (Japanese Version)               | 3:51    |
| 2012 | "Tried to Walk"                                    | 3:59    |
| 2013 | "What's Happening?"                                | 3:23    |
| 2013 | "What's Happening? What - Why?" (Japanese Version) | 3:26    |
| 2013 | "그대와 함께 (With You) (Reply 1994 OST)"          | 3:15    |
| 2014 | "Lonely"                                           | 4:14    |
| 2014 | "Solo Day"                                         | 5:12    |
| 2014 | "Solo Day" (Japanese Version)                      | 5:12    |
| 2015 | "White Miracle" (Shiroi Kiseki)                    | 4:07    |
| 2015 | "Sweet Girl"                                       | 4:07    |
| 2015 | "Happy Days"                                       | 3:48    |
| 2016 | "A lie"                                            | 3:38    |
| 2017 | Choo Choo TRAIN                                    | 4:19    |
| 2017 | You and I                                          | 3:36    |
| 2017 | Follow me                                          | 3:00    |
| 2017 | 好きだからしょうがない (Sukidakara Shouganai)      | 3:26    |
| 2017 | そうすれば (Sousureba) (If so)                     | 4:08    |
| 2017 | "Rollin"                                           | 3:12    |
| 2018 | "Do You Remember"                                  | 3:48    |
| 2018 | 会えるまで (Aerumade)                              | 4:01    |
| 2019 | 반하는 날 (A Day Of Love)                          | 3:47    |
| 2020 | Like a movie                                       | 3:34    |
| 2021 | 10 TIMES                                           | 3:42    |
| 2021 | Adore You                                          | 3:58    |
| ---- | -------------------------------------------------- | ------- |

### Composições
| Ano  | Canção                                | Duração | Álbum                       |
| ---- | ------------------------------------- | ------- | --------------------------- |
| 2011 | "Bling Girl"                          | 3:36    | Let's Fly                   |
| 2011 | "Wonderful Tonight"                   | 3:31    | It B1A4                     |
| 2012 | "BABY I'M SORRY"                      | 3:32    | Ignition                    |
| 2012 | "Feeling"                             | 3:31    | Ignition                    |
| 2012 | "Wonderful Tonight (Unplugged Remix)" | 3:51    | Ignition                    |
| 2012 | "잘자요 굿나잇 (Baby Goodnight)"      | 3:20    | Ignition Repackaged Ed.     |
| 2012 | "너때문에 (Because of You)"           | 3:52    | Ignition Repackaged Ed.     |
| 2012 | "Beautiful Lie"                       | 3:34    | 1                           |
| 2012 | "In The Wind (Intro)"                 | 1:00    | In the Wind                 |
| 2012 | "Tried To Walk (걸어 본다)"           | 3:36    | In the Wind                 |
| 2012 | "What Do You Want To Do (뭐 할래요)"  | 3:31    | In the Wind                 |
| 2013 | "이게무슨일이야 (What’s Going On)"    | 3:20    | What's Going On             |
| 2013 | "Good Love"                           | 3:56    | What's Going On             |
| 2014 | "Lonely"                              | 4:05    | Who Am I                    |
| 2014 | "Love Then"                           | 3:39    | Who Am I                    |
| 2014 | "Baby"                                | 3:55    | Who Am I                    |
| 2014 | "Who Am I"                            | 3:14    | Who Am I                    |
| 2014 | "Drunk With Music"                    | 3:52    | Who Am I                    |
| 2014 | "Pretty"                              | 3:18    | Who Am I                    |
| 2014 | "Seoul"                               | 3:46    | Who Am I                    |
| 2014 | "SOLO DAY"                            | 3:19    | Solo Day                    |
| 2014 | "You Make Me A Fool"                  | 3:30    | Solo Day                    |
| 2014 | "Are You Happy?"                      | 3:35    | Solo Day                    |
| 2014 | "A Glass Of Water"                    | 3:23    | Solo Day                    |
| 2014 | "Drive"                               | 3:44    | Solo Day                    |
| 2014 | "You"                                 | 3:21    | Solo Day                    |
| 2014 | "Tell Me Why"                         | 3:27    | Solo Day (Japanese Version) |
|      |                                       |         |                             |

```
"Negrito"
 indica a faixa-título do álbum.
```

### Participações em singles
| Ano  | Título                  | Artista(s)                                                                  | Álbum                   |
| ---- | ----------------------- | --------------------------------------------------------------------------- | ----------------------- |
| 2012 | "Win The Day"           | B1A4, Nichkhun, 4Minute, Junho, Dal Shabet, MBLAQ, Miss A, Nine Muses, ZE:A | Team SIII – Win The Day |
| 2013 | "I Love It (맘에 들어)" | Baek A-yeon feat. Baro                                                      | A Good Girl             |
| 2013 | "Frozen (꽁꽁)"         | Shin Bo-ra feat. Ha Young feat. CNU                                         | Sem Álbum               |

## Filmografia

### Programas de variedades
- MTV Match Up – com Block B (2011)
- MTV Selca Diary Special (2012)
- Mnet Wide Entertainment: Sesame Player 3ª temporada (2012)
- MTV B1A4 Hotline (Japan) (2012)
- KBS Joy B1A4's Hello Baby – 6ª temporada (2012)
- MBC Star Diving Splash- Gongchan (2013)[23]
- MBC "One Fine Day" - 3º temporada (2014)
- Mnet America: Go! B1A4 (2014)
- MBC Music Picnic Live (2014)
- tVN Youth Over Flowers - Baro (2014)
- SBS Law of the Jungle - Baro (2015)
- KBS A Song For You 4 - Gongchan (apresentador) (2015)

### Participações como convidado
- KBS Oh My School / 100 Point Out Of 100 – Baro e Gongchan; dois episódios finais (2011)
- MBC Idol Athletics Championships (2011-corrente)
- Y-Star God of Cookery Road – Baro (2011–12)
- MBC Quiz to Change the World – Baro e Sandeul (2011)
- MTV Let Me Show (2011)
- MBC TV 'Idol Athletics and Swimming Championships (2012)
- SBS MTV Special B1A4 Selca Diary (2012)
- SBS 1000 Song Challenge (2012–13)
- MBC Quiz to Change the World – Baro e CNU (2012)
- KBS Joy Hug – Baro e Sandeul (2012)
- KBS Love Request (2012–13)
- MBC Weekly Idol - Ep 26, 40, 73, 97, 135, 159 (2012,2013,2014 - 6 participações)
- SBS Star King
- KBS2 Let's Go! Dream Team 2 (2012–13)
- KBS2 1 vs 100 – Baro, CNU e Sandeul (2012–13)
- Immortal Songs 2 - (2012– corrente)
- Strong Heart - Sandeul e Baro (2013)
- KBS2 Dream Team ping pong special - Jinyoung (2013)
- All The Kpop - Episódios 26 & 27 (2013)
- Beatles Code 2 - Episódio 64 (2013)
- KBS "Mamma Mia" - Sandeul (2013)
- Yoo Hee Yeol's Sketchbook (2013,2014 - 3 participações)
- KBS Hello Counselor - Jinyoung e Sandeul (2013)
- KBS2 Dream Team Taekwondo Special – CNU e Baro (2013)
- KBS2 Dream Team com ICN Squad – CNU e Gongchan (2013)
- MBC Infinity Challenge 'Idol Special' (2013)
- MBC We Got Married- Baro 'Convidado Surpresa' (2013)
- MBC Radio Star- Sandeul (2013) e Baro (2014)
- Arirang After School Club (2014)
- SBS Running Man Ep 184 - Baro (2014)
- KBS Hello Counselor - Jinyoung e Baro (2014)
- MBC Infinity Challenge Ep 366 - B1A4 (cheering project) (2014)
- KBS2 Dream Team vs B1A4- Sandeul, CNU e Gongchan (2014)
- KBS2 Million Seller Ep 1-2 (Pilot) - Jinyoung (2014)
- SBS Running Man Ep 199 - Baro (2014)
- SBS Running Man Ep 201 - Jinyoung (2014)
- MBC Seven Hungry House Guests - Sandeul (2014)
- MBC Infinity Challenge Ep 383, 384, & 385 - Baro (2014)
- KBS Safety First! [Escaping Crises] Fights/[Safety Manual] Driving in the rain - Gongchan (2014)
- KBS A Song For You 3 Ep.4 (2014)
- KBS Happy Together - Jinyoung e Baro (2014)
- KBS Hello Counselor - Baro e Gongchan (2014)
- MBC King of Masked Singer - Sandeul (2015)
- JTBC 100 People, 100 Songs - Sandeul (2015)
- Mnet 4 Things Show Ep. 20 - Sandeul (2015)
- MBC Quiz to Change the World - Sandeul (2015)
- KBS Hello Counselor - CNU (2015)
- SBS How to Live Eat Well - Sandeul e Gongchan (2015)
- Immortal Song - Grupo Completo (2016)
- Knowing Bros - Episódio 93  (2017)
- JYP's Party People - Episódio 12 (2017)
- Two Yoo Project Sugar Man Season 2 Part 11 (2018)
- MBC Radio Star - Sandeul (2019)
- Happy Together - CNU (2019)

### Dramas/Sitcoms
- KBS I Need a Fairy – CNU (2012)
- MBC The Thousandth Man - Jinyoung (participação especial) (2012)
- tvN She Is Wow - Jinyoung (elenco principal) (2013)
- tvN Reply 1994 - Baro (elenco principal) (2013)[24]
- SBS God's Gift -14 Days - Baro (elenco principal) (2014)
- Mnet Perseverance,Goo Hae Ra - Jinyoung (elenco principal) (2015)
- Mnet Perseverance,Goo Hae Ra - Baro (participação especial) (2015)
- MBC Angry mom - Baro (elenco principal) (2015)
- MBC Warm and Cozy - Jinyoung (elenco principal) (2015)
- Web Drama Loss:Time:Life - Baro & Sandeul (elenco principal) (2015)
- Moonlight Drawn By Clouds - Jinyoung (elenco principal) (2016)
- Manhole - Baro (elenco principal) (2017)
- SBS Ms. Ma, Nemesis - CNU (2018)
- MBC Less Than Evil - Baro (2018-2019)
- Netflix My First First love 1ª temporada - Jinyoung (2019)

### Curta-metragens
- Miseng - Baro (2013)[25]
- Close Your Eyes  - Baro (2017)
- Wind-Bell - Jinyoung (2019)
- K League Two Hearts - Baro (2019)

### Filmes
- Miss Granny - Jinyoung (2013)[24]
- The Dude in Me - Jinyoung (elenco principal) (2019)[26]

### Musicais
- Brother Were Brave - Sandeul (2012)
- The Thousandth Man - Sandeul (2013)[24]
- All Shook Up - Sandeul (2014)
- Chess - CNU (2015)
- The Three Musketeers - CNU e Sandeul (2016)
- Hamlet - CNU (2017)
- Around my thirties - Sandeul (2017)

### Participações em vídeos musicais
- Zia – "One Year" – Baro (2012)[27]
- Yoo Ji Ae – "Delight" – Baro (2013)[28]
- Shin Bo-ra - "Frozen" - CNU (2014)
- Sistar's Soyou & JungGiGo - "Some" - Baro (2014)
- Mamamoo - "Piano Man" - Gongchan (2014)
- Oh my Girl - "Liar Liar" - Gongchan (2016)

### Programas musicais

#### Show! Music Core
| Ano  | Data           | Canção                                 |
| ---- | -------------- | -------------------------------------- |
| 2013 | 18 de maio     | "What's Happening?" (이게 무슨 일이야) |
| 2014 | 25 de janeiro  | "Lonely" "(없구나)"                    |
| 2014 | 8 de fevereiro | "Lonely" "(없구나)"                    |
| 2016 | 14 de dezembro | "A lie" "(거짓말이야 )"                |

Show! Champion
| Ano  | Data           | Canção                       |
| ---- | -------------- | ---------------------------- |
| 2014 | 22 de janeiro  | "Lonely" "(없구나)"          |
| 2014 | 29 de janeiro  | "Lonely" "(없구나)"          |
| 2014 | 5 de fevereiro | "Lonely" "(없구나)"          |
| 2014 | 23 de julho    | "Solo Day"                   |
| 2015 | 19 de agosto   | "Sweet Girl" "(달콤한 소녀)" |
| 2016 | 14 de dezembro | "A lie" "(거짓말이야 )"      |

SBS MTV
| Ano  | Data           | Canção                  |
| 2016 | 06 de dezembro | "A lie" "(거짓말이야 )" |

Music Bank
| Ano  | Data           | Canção                  |
| ---- | -------------- | ----------------------- |
| 2014 | 24 de janeiro  | "Lonely" "(없구나)"     |
| 2014 | 31 de janeiro  | "Lonely" "(없구나)"     |
| 2014 | 25 de julho    | "Solo Day"              |
| 2016 | 09 de dezembro | "A lie" "(거짓말이야 )" |

Inkigayo
| Ano  | Data          | Canção              |
| ---- | ------------- | ------------------- |
| 2014 | 26 de janeiro | "Lonely" "(없구나)" |

M! Countdown
| Ano  | Data        | Canção     |
| ---- | ----------- | ---------- |
| 2014 | 24 de julho | "Solo Day" |

## Prêmios e indicações
| Ano  | Prêmio                                       | Categoria                                     | Resultado | Ref    |
| ---- | -------------------------------------------- | --------------------------------------------- | --------- | ------ |
| 2011 | Mnet Asian Music Awards                      | Melhor Novo Artista Masculino                 | Indicado  | [ 29 ] |
| 2011 | SBS MTV Best Of the Best                     | Hot Debut Star                                | Venceu    | [ 30 ] |
| 2011 | SBS MTV Best Of the Best                     | Melhor Novo Artista                           | Indicado  | [ 30 ] |
| 2011 | 26º Golden Disk Awards                       | Prêmio de Melhor Novato                       | Venceu    | [ 31 ] |
| 2011 | 21º Seoul Music Awards                       | Prêmio de Melhor Novato                       | Venceu    | [ 32 ] |
| 2011 | Japan's K-Pop Lovers! Awards 2011            | Rookie do Ano                                 | Venceu    | [ 33 ] |
| 2011 | Wave K's Super Rookies                       | Super Rookies for 2012                        | Venceu    | [ 34 ] |
| 2011 | Germany's So-Loved Awards 2011               | Novato Masculino                              | Venceu    | [ 35 ] |
| 2012 | Gaon Chart Awards                            | Melhor Novato Masculino                       | Venceu    | [ 36 ] |
| 2012 | Asia Song Festival                           | Novo Artista Asiático                         | Venceu    | [ 37 ] |
| 2012 | So-Loved Awards 2012 (European K-Pop Awards) | Melhor Grupo Masculino e Melhor Álbum         | Indicado  | [ 36 ] |
| 2013 | Japan Gold Disc Awards 2013                  | Novo Artista do Ano                           | Venceu    | [ 38 ] |
| 2013 | Japan Gold Disc Awards 2013                  | Best 3 New Artists                            | Venceu    | [ 38 ] |
| 2013 | 27º Golden Disk Awards                       | Disk Bonsang                                  | Venceu    | [ 39 ] |
| 2013 | Mnet Asian Music Awards                      | Melhor Performance de Dança - Grupo Masculino | Indicado  |        |
| 2013 | Mnet Asian Music Awards                      | Canção do Ano                                 | Indicado  |        |
| 2013 | SBS MTV Best of the Best Awards              | Melhor Grupo Masculino                        | Indicado  |        |
| 2014 | Seoul Music Awards                           | Prêmio de Popularidade                        | Venceu    |        |
| 2014 | Seoul Music Awards                           | Prêmio Principal (Bonsang)                    | Venceu    |        |
| 2014 | 28º Golden Disk Awards                       | Disk Bonsang Album                            | Venceu    |        |
| 2014 | 28º Golden Disk Awards                       | Prêmio de Popularidade                        | Indicado  |        |
| 2014 | 16º Seoul International Youth Film Festival  | Melhor OST por grupo masculino                | Indicado  |        |
| 2014 | MNET Asian Music Awards                      | Melhor Grupo Masculino                        | Indicado  |        |
| 2014 | MNET Asian Music Awards                      | Artista do ano                                | Indicado  |        |
| 2015 | 29º Golden Disk Awards                       | Disk Bonsang Album                            | Venceu    |        |
| 2015 | Seoul Music Awards                           | Prêmio Principal (Bonsang)                    | Venceu    |        |
| 2015 | 21st Korean Entertainment Arts Awards        | Prêmio de Popularidade                        | Venceu    |        |
| 2015 | MTV Europe Music Awards                      | Melhor Artista Coreano                        | Indicado  |        |
| 2016 | 31º Korean Best Dresser SWAN AWARD           | Melhor estilo de cantor masculino             | Venceu    |        |
| 2017 | 31º Golden Disk Awards                       | Disc Daesang                                  | Indicado  |        |
| 2018 | 32º Golden Disk Awards                       | Disc Daesang                                  | Indicado  |        |
| 2018 | Seoul Music Awards                           | Prêmio Principal                              | Indicado  |        |
| 2018 | Seoul Music Awards                           | Prêmio de Popularidade                        | Indicado  |        |
| 2018 | Seoul Music Awards                           | K-wave Prêmio de Popularidade                 | Indicado  |        |

## Turnês

### Concertos solo
| Ano  | Concerto                                                         | Datas                | Notas                       |
| ---- | ---------------------------------------------------------------- | -------------------- | --------------------------- |
| 2012 | BANA B1A4                                                        | 8 e 9 de dezembro    | 1º concerto solo            |
| 2013 | BANA B1A4 in Japan                                               | 26 e 27 de janeiro   | 1º concerto solo no Japão   |
| 2013 | Amazing Store                                                    | 7-11 de agosto       | 2º concerto solo            |
| 2013 | Amazing Store in Japan                                           | 20 de setembro       | 2º concerto solo no Japão   |
| 2014 | The Class                                                        | 15 e 16 de fevereiro | 3º concerto solo            |
| 2014 | Listen to the B1A4                                               | 6 de abril           | 3º concerto solo no Japão   |
| 2014 | Road Trip to Seoul                                               | 15 e 16 de novembro  | Show final da turnê mundial |
| 2015 | B1A4 ADVENTURE                                                   |                      |                             |
| 2016 | Live Space                                                       |                      |                             |
| 2017 | Be The One                                                       |                      |                             |
| 2018 | B1A4 Paradise Tour in Japan                                      |                      |                             |
| 2019 | D+B1A4 (DVD Especial com o Fanmeeting "Be the one. All for One") |                      |                             |

### Turnês na Coreia
- 2012: BABA B1A4
- 2013: Limited Show [Amazing Store]
- 2014: THE CLASS
- 2015: B1A4 ADVENTURE
- 2017 : LIVE SPACE

### Turnês no Japão
- 2013: BABA B1A4 in Japan
- 2013: Limited Show [Amazing Store] in Japan (Zepp Tour)
- 2014: Listen To The B1A4 (Arena Tour)
- 2016: The Great World Of B1A4
- 2017: Be The One
- 2018: Paradise Tour

### Turnês mundiais
- 2014: B1A4 Road Trip - Ready?
- 2015-2016: B1A4 ADVENTURE
- 2017: 4 Nights In The U.S